# آبشار واکللا
آبشار واکللا (به انگلیسی: Wahclella Falls) آبشاری است که در اورگن، ایالات متحده آمریکا واقع شده و ارتفاع کلی ریزشگاه آن ۳۵۰ فوت (۱۰۷ متر) است.